# سیارک ۲۱۶۳۰
سیارک ۲۱۶۳۰ (به انگلیسی: 21630 Wootensmith، نامگذاری:1999NM9) بیست و یک هزار و ششصد و سی‌امین سیارک کشف شده‌است که در ۱۳ ژوئیه ۱۹۹۹ کشف شد.
قدر مطلق سیارک برابر ۱۴.۱ است.